# 澳大利亞聯邦警察局
澳大利亚联邦警察（英文：Australian Federal Police，縮寫：AFP）是澳大利亚政府的主要联邦执法机构，承担着调查犯罪和保护国家安全的职责。联邦警察隶属于律政部，由律政部長監督，并对國會负责。截至2019年10月，联邦警察局长为里斯·克肖，他此前曾担任北领地警察局长。
联邦警察专注于预防、调查和瓦解跨国、严重、复杂和有组织犯罪，包括恐怖主义、极端暴力行为、网络犯罪、儿童剥削、毒品走私以及人口贩卖等。
此外，联邦警察还负责为首都领地提供社区警务，为其他附属领土提供安保，在主要机场提供安全措施，为重要人物如澳大利亚总理和外国外交使团提供贴身保护，为亚太地区伙伴机构提供执法培训，作为澳大利亚国际执法和警务代表发挥作用，并在全球范围内参与联合国维和行动。
同时，联邦警察也是国家情报共同体的一员，与澳大利亚安全情报组织、边境部队以及犯罪情报委员会紧密合作。

## 历史
澳大利亚联邦警察成立的原因之一是1978年2月13日发生的悉尼希尔顿酒店爆炸事件，该事件发生在第一次英联邦国家政府区域会议期间。希尔顿爆炸案被认为是澳大利亚本土发生的首次重大恐怖主义事件，促使了联邦在警务、情报和安全领域的系列改革。
希尔顿爆炸事件之后，英国伦敦大都会警察局前局长罗伯特·马克斯爵士受命对英联邦的警察、保护性安全及反恐资源进行审查。根据这次审查的结果，议会通过了《1979年澳大利亚联邦警察法》。这使得政府创建单一联邦警察机构的政策得以实施，将现有的联邦警察（英文：Commonwealth Police）、澳大利亚首都领地警察及联邦毒品调查局合并。
澳大利亚联邦警察于1979年10月19日在其首位局长科林·伍兹爵士的领导下开始运作。
1984年，联邦警察的保护服务部门分离出来，成立了澳大利亚保护局。不过该机构在2004年重新划归至联邦警察，现在被称为“联邦警察专业保护司令部”，在警队内部被简称为“制服保护”。

## 监督
议会执法联合委员会作为澳大利亚众议院和参议院成员组成的联合委员会，负责监督澳大利亚联邦警察和澳大利亚犯罪委员会。另外，国家反腐败委员会负责调查联邦警察及其它联邦机构中的系统性腐败问题。

## 职责和职能
澳大利亚联邦警察的职责是执行澳大利亚刑事法律，参与打击影响澳大利亚国家安全的复杂、跨国、严重和有组织犯罪，并保护联邦利益免受在澳大利亚国内外的犯罪活动侵害。
联邦警察向总检察长部负责。总检察长通过依据《1979年澳大利亚联邦警察法》发布的“部长指令”，设定联邦警察的关键优先事项。
行动重点领域包括：
- 调查复杂、跨国、严重和有组织犯罪
- 保护澳大利亚人及澳大利亚利益免受恐怖主义和暴力极端主义威胁
- 在国际层面上代表澳大利亚警方及执法机构（如国际刑警）
- 开发独特能力并利用先进科技支持澳大利亚的国家利益

其他职责还包括：
- 根据合同安排向澳大利亚首都领地、圣诞岛、科科斯（基林）群岛、诺福克岛和杰维斯湾领地提供社区警务。
- 提供国家保护能力，确保澳大利亚政府认定处于风险中的特定个人、设施和活动得到保护。
- 提供侧重于航空安全（包括空中警察）及关键基础设施保护的国家反恐第一响应能力。

## 警衔
澳大利亚联邦警察在首都领地警务、外部领土、航空和国际部署小组（任务组成部分）执行任务的成员使用制服与社区警务职级。其他所有成员则使用“联邦探员”这一头衔。在适用的情况下，符合条件的成员也有权使用“警探”头衔。
根据《澳大利亚联邦警察局长1号（行政）命令》规定，每名警队成员都拥有一个明确的职级（如下所示），并具有对应的头衔和职责。
| 制服与社区 警务职级 | 宽带职级 | 职责       | 全国行动 头衔         |
| ------------------- | -------- | ---------- | --------------------- |
| 警员                | 警员     | 队员       | 队员、 联邦探员       |
| 一级警员            | 警员     | 队员       | 队员、 联邦探员       |
| 高级警员            | 警员     | 队员       | 队员、 联邦探员       |
| 资深高级警员        | 警员     | 队员       | 队员、 联邦探员       |
| 警长                | 警长     | 队长       | 队长、 联邦探员       |
| 警督                | 警督     | 负责人     | 负责人、 联邦探员     |
| 警司                | 警司     | 协调员     | 协调员、 联邦探员     |
| 警监                | 警监     | 管理员     | 管理员、 警监         |
| 助理局长            | 助理局长 | 全国管理员 | 全国管理员、 助理局长 |
| 副局长              | 副局长   | 副局长     | 副局长                |
| 局长                | 局长     | 局长       | 局长                  |

一级警员表示其已服役四年。高级警员至少需要服役六年。资深高级警员则代表至少有12至15年的服务年数。从这个职级开始，晋升为警长等更高职级，则需通过申请、业绩考核等方式进行。